# Santen Pharmaceutical
Santen Pharmaceutical Co., Ltd. (яп. 参天 製 薬 株式会社,  Santen Seiyaku Kabushiki-gaisha) — японская фармацевтическая компания, специализирующаяся на офтальмологии. Благодаря своей офтальмологической продукции компания Santen занимает лидирующую позицию на японском рынке и является одной из ведущих офтальмологических компаний в мире, ее продукция продается более чем в 50 странах.
Компания была основана в 1890 году Кэнкити Тагути под названием Taguchi Santendo, а в 1925 году была основана компания Santendo Co., Ltd..
В сентябре 2013 года Santen Pharmaceutical приобрела 50,55% капитала компании Novagali Pharma, которая в 2013 году сменила название на Santen SAS.
В 2014 году компания Santen объявила о заключении соглашения с Merck & Co. о закупке офтальмологической продукции Merck. В том же году Merck & Co. продала свой офтальмологический бизнес в Европе и Азии компании Santen Pharmaceutical за $600 миллионов.

## Офисы
Santen имеет 3 завода, расположенных в Ходацусимидзу, префектура Исикава, Тампере и Сучжоу. Её 21 дочерние компании расположены в следующих странах: Япония, США, Нидерланды, Финляндия, Великобритания и Ирландия, Испания, Швейцария, Италия, Франция, Германия, Швеция, Китай, Южная Корея, Тайвань, Индия, Таиланд, Малайзия, Филиппины и Сингапур. Его научно-исследовательский центр расположен в Икома, Нара.